# Соломон Гранди
Со́ломо́н Гра́нди (англ. Solomon Grundy) — зомби-суперзлодей вселенной DC Comics. Названный так в честь героя детской считалки, Гранди был противником Зелёного Фонаря Золотого века комиксов, Алана Скотта. Однако, спустя какое-то время он стал довольно частым противником многих героев, таких, как Бэтмен и Супермен. Гранди также имеет связь с персонажем импринта DC Comics Vertigo, Болотной Тварью, проявившейся в отдельном сюжете (Swamp Thing #66, ноябрь 1987 года). Впервые Гранди появился в комиксе All-American Comics #61 (октябрь, 1944 года).

## Песенка Соломона Гранди
«Соломон Гранди, в понедельник родился, во вторник крестился, в среду женился, в четверг занемог, в пятницу слёг, в субботу скончался, в воскресенье отпели, так жизнь и прошла, считай, за неделю.» (англ. «Solomon Grundy, Born on a Monday, christened on Tuesday, married on Wednesday, took ill on Thursday, grew worse on Friday, died on Saturday, buried on Sunday, that is the end of Solomon Grundy.»)

## История публикаций
Гранди является главным героем одного из четырёх выпусков комикса Faces of Evil, раскрывающего последствия Финального кризиса, комикса, написанного Скоттом Колинзом и Джеффом Джонсом с рисунком Шейна Дэвиса. Этот комикс является вступлением к мини-серии из семи частей, описывающей персонажа.
Мини-серия описывает юного Сайруса Голда, которого вернули к жизни в настоящем Спектр и Призрачный странник. Их целью было сделать так, чтобы Соломон Гранди покоился в мире к событиям Темнейшей ночи, умер окончательно, найдя своего убийцу. Вместо этого Этриган пытается забрать его в Ад. Так или иначе Голд постоянно погибал, но несмотря на степень повреждения его тела, он каждый раз после смерти воскресал разгневанным и жаждущим крови Соломоном Гранди. Убийца Крок напал на него, затем Бизарро попытался с ним подружиться. Он атаковал Алана Скотта и Арлекина в их доме, разрушил дом и временно уничтожил силовую батарею. Также показывается его попытка убить Ядовитый Плющ. Затем он убивает Амазо, реконструировавшего себя как «Амазо-Гранди». В конце концов, его сразил Франкенштейн, после чего Сайрус осознал, что он сам убил себя, а душа Голда была отправлена в ад. Несмотря на все усилия Странника и Спектра, Соломон Гранди был возрождён как Чёрный Фонарь, но уже без души Сайруса, просто пустая оболочка.

## Биография персонажа
Сайрус Голд был зажиточным жителем Готэма, который примерно в 1894 или 1895 году стал жертвой шантажа: местная проститутка по имени Рейчел Райкел пыталась убедить Голда, что отцом её будущего ребёнка является именно он, и заманив его на болото подальше от посторонних глаз, угрожала поднять скандал. Несмотря на это, Сайрус платить отказался, и сообщник Райкел Джем, потеряв терпение, стукнул его по голове, забрал имеющиеся у Голда деньги и бросил умирающего в болото. Погружаясь в трясину, Сайрус поклялся отомстить — как-нибудь, когда-нибудь. Именно его гниющие останки стали основой для пробудившегося спустя полвека в болоте Соломона Гранди, у которого, впрочем, не сохранилось никаких воспоминаний о Сайрусе Голде и своей «предыдущей жизни».
После пробуждения Сайруса Голда нашли двое бежавших через топи преступников. Пули заключённых не оказали на него ни малейшего воздействия, и вскоре они были убиты. На следующий день, во вторник, зомби, одетый в одежду заключённых, притопал в лагерь бродяг, заявив, что он родился в понедельник. Один из обитателей лагеря вспомнил известный детский стишок о родившемся в понедельник Соломоне Гранди, и монстру понравилось это имя. Осознав, какой им выпал шанс, бродяги повели практически безмозглое чудище в ближайший город, где, пользуясь его невиданной силищей, начали крушить и грабить всё, что попадалось на пути. Полиция оказалась бессильной против Гранди, как и кольцо Зелёного Фонаря из Золотого Века комиксов, Алана Скотта, — к огромному удивлению последнего. Всё же Скотту удалось избавиться от монстра, толкнув его под приближающийся поезд, а уроненное Соломоном серебряное кольцо с именем Сайруса Голда дало герою ключ к разгадке тайны происхождения чудовища: разлагающиеся в болоте листья и ветки сформировали что-то вроде искусственной растительной жизни вокруг скелета Голда, и именно поэтому Гранди мог противостоять кольцу Фонаря, бессильному против дерева.

### Путь Торнадо
В комиксе Лига Справедливости Америки Брэда Мельцера, Гранди возродился после смерти в Битве при Метрополисе и получил гениальный интеллект. Именно он стоял за похищением тела Красного Торнадо (оказалось, что он получил интеллект после того, как был сожжён Супербоем-Прайм). Гранди жаждет прервать свой цикл смерти и воскрешения, для чего он заручается поддержкой Профессора Айво, чтобы построить тело Амазо и жить в нём вечно. Однако, Красный Торнадо убивает его, разорвав на части с помощью торнадо 5 категории по шкале Фудзиты.
Позже Соломон появляется в мини-серии Salavation Run, в конце которой он убит в битве с Парадемонами. Его тело в ожидании неизбежного воскрешения, было оставлено на Адской планете, которую покинули злодеи. Как бы то ни было, когда злодеи уходят, оторванная рука Гранди дрожит, сопровождаемая стоном.

### Темнейшая ночь
В односерийном комиксе Faces of Evil: Solomon Grundy (март 2009), написанном Джеффом Джонсом и Скоттом Коллинсом, Сайрус Голд возвращается к жизни в болоте, таким, каким он был до Соломона Гранди. Он вернулся в Готэм-сити, но был застрелен полицией после нападения на работника благотворительности. В полицейском морге он трансформировался в Соломона Гранди, снова повторяющего слова детской считалки. Неделю спустя, прячась в канализации, он был атакован Убийцей Кроком. К концу схватки, уставший, он снова обращается в Сайруса Голда. Он находит себя возле собственной могилы, где Призрачный странник сообщает ему, что у него есть семь дней, чтобы снять проклятие, поскольку «Близится страшная ночь, чёрная, как кровь мертвеца. И будет лучше, если Соломон Гранди не будет поблизости, когда она придёт» (отсылка к приближающейся Темнейшей ночи). Алан Скотт стал его неохотным проводником, по мере развития истории в мини-серии Solomon Grundy.
У Сайруса была лишь одна неделя, чтобы отыскать своего убийцу и очистить таким образом свою душу. Алан Скотт (первый Зелёный Фонарь) и Странник были его гидами в этом поиске. Оказалось, что Голд совершил самоубийство, а значит, он сам навлёк на себя проклятие. В конце комикса мы видим, как Гранди был воскрешён в качестве Чёрного Фонаря, а душа Сайруса Голда в аду. Гранди выслеживает и атакует Бизарро, используя бывшую дружбу между ними, чтобы получить преимущество. Бизарро всё-таки побеждает Гранди, закинув его в солнце, что полностью сжигает и его, и чёрное кольцо.

### New 52
В The New 52 Гранди вновь выступает в качестве противника Зелёного фонаря Алана Скотта. Впервые появившись в Earth-Two #3, Гранди является воплощением «Серых», разрушающих жизнь, сил и противостоит «Зелёным» силам, которые выбрали Алана Скотта в качестве своего чемпиона. Он атакует Вашингтон, чтобы привлечь внимание Зелёного фонаря. Флэш, Хоукгерл, и Зелёный фонарь сражаются с ним, а Атом, увеличившись до гигантских размеров, временно выводит его из строя, придавив к земле. Битва продолжается до тех пор пока Зелёный фонарь не отправляет Гранди на луну, где «серая» сила не может причинить никому вред.
В специальном выпуске Earth-Two #15.2 Solomon Grundy показана история происхождения Гранди. Он был рабочим на бойне в 1898 году. У Гранди была жена и ребёнок. Они жили очень бедно. Его жена покончила жизнь самоубийством после того как её изнасиловал начальник бойни. После этого он приказал рабочим скормить её тело крокодилам. Обезумевший Гранди убивает начальника, всех рабочих и кончает жизнь самоубийством. Его тело падает в болото, на котором стоит здание бойни, и идёт ко дну.

## Силы и способности
Соломон Гранди имеет сверхчеловеческие силу и неуязвимость. Его сила варьируется довольно сильно в течение лет: например, в комиксе The Long Halloween Бэтмен бьёт Гранди, а в других историях сила Гранди равна или превосходит силу Супермена. Благодаря стихийной энергии, насыщающей его псевдожизнь, он фактически неуничтожим. Также он почти не подвергается разрушению физическими, магическими и энергетическими атаками, и на него не действуют холод или огонь. Он показал крайне высокую устойчивость к эффектам кольца первого Зелёного Фонаря (что было объяснено его частично растительным происхождением; оригинально причиной этому были абсорбированные растения из болота, позже было дано объяснение, что Гранди «стихийное растение» — Болотная Тварь). Соломон Гранди не нуждается ни в еде, ни в сне, ни в дыхании, однако при этом однажды его чуть не задушил Зелёная стрела.
Также Гранди обладает Регенерацией. Хотя довольно часто его тело разрушали, он всегда возвращался к жизни, раньше или позже, хотя и с разными личностями и силами.

## Другие версии

### Версия Земли анти-вселенной после кризиса
Сэр Соломон Гранди — противник Преступного синдиката, является частью Подпольной справедливости, возглавляемой Квизмайстером. Гранди уважаемый, уравновешенный человек. В течение воздушной бомбардировки Дувра он был сброшен взрывом с белых скал. Соломон во всем идентичен Соломону основной вселенной, за исключением небольшой бородки и коротких усов. Он одевается подобно англичанину XIX века и говорит соответственно. Его суперсила и неуязвимость сделали из него грозного героя, пока Ультрамен не убил его.

### Amalgam Comics
Увиливающий (англ. The Skulk) является героем Вселенной Амальгам. Он является объединением персонажей Соломона Гранди (DC Comics) и Халка (Marvel Comics). Брюс Бэннер был учёным, работающим с гамма-лучами. Он тестировал гамма-бомбу в пустыне, когда высокий человек зашёл внутрь тест-зоны. Когда Бэннер пошёл посмотреть, кто это был, оказалось, что это был Соломон Гранди. Бомба взорвалась, соединив Гранди и Бэннера в одно существо. Когда Бэннер злится, он становится Гранди, но создание назвало себя по-новому — Увиливающий.

### Грандимены
В серии комиксов Гранта Моррисона Seven Soldiers, колдовской народ (англ. Witch-People) Лимботауна хоронил своих людей, а затем выкапывал их, после чего те оживали, становясь рабами. Эти зомби были названы «грандименами», или просто «Гранди» (что походит на имя Соломона Гранди). Также было показано происхождение монстра Франкенштейна, частично оживлённого бессмертной кровью Мелмота, что сделало его грандименом.

### JLA/Avengers
Гранди появлялся в команде злодеев, порабощённых Кроной для защиты его крепости. Он был побеждён Тором.

### Flashpoint
В альтернативной временной линии в комиксе Flashpoint Соломон Гранди был приглашён лейтенантом Мэттью Шривом, чтобы стать частью Монстров Коммандос (англ. Creature Commandos), но Гранди затем предаёт его, убив его семью. Затем было открыто, что Соломон Гранди работал на Сэма Лэйна, ответственного за смерти семьи Миранды.

## В популярной культуре

### Телевидение
- Соломон Гранди появился в 1979 году, в шоу Легенды Супергероев (англ. Legends of the Superheroes). Его играл Микки Мортон.
- Появляется в мультсериале Испытания Супер Друзей (англ. Challenge of the Super Friends), его озвучил Джимми Велдон. Ещё он является членом Легиона Гибели Лекса Лютора. В мультсериале Гранди говорит на ломаном английском с южным акцентом. Этот вариант Гранди, возможно, самый «интеллигентный» среди многих своих версий, он способен поддерживать разговор и разрабатывать планы. Персонаж также появился в рекламном ролике для Cartoon Network. В серии «Монолит Зла» было показано, что к жизни в болоте его вернула энергия монолита — источника огромной силы.
- Появляется в мультсериале Супер-друзья начала 1980-х, в эпизоде «Месть Рока» (англ. Revenge of Doom), снова озвученный Джимми Велдоном. Он и остальная часть Легиона Гибели собираются снова после разрушения их штаба.
- В мультсериале Лига справедливости Гранди появился в первый раз в эпизоде «Несправедливость для всех», озвученный Марком Хэммилом. В этом сериале, он был раньше гангстером (по имени Сайрус Голд), которого, убили, прокляли, а затем бросили в мистическое болото, откуда он вышел через 25 лет, будучи бездушным монстром, обречённым на вечные поиски своей пропавшей души. Довольно часто его объединяли с Медянкой (англ. Copperhead) в различных эпизодах для создания комедийного эффекта. Позже Гранди стал куда более приятным персонажем, даже героем в некотором сорте, он помогал Доктору Судьбе (англ. Doctor Fate) спасти мир от ужасного, кровожадного Танагарианского божества под именем Ихтхулту (основанного на Ктулху Г. Ф. Лавкрафта), которого Гранди назвал «Змеиная Морда». Он подружился с Орлицей (англ. Hawkgirl), называя её «Птичий Нос». В этом эпизоде команда Судьбы стилизована под команду Защитники Marvel Comics, где Соломон Гранди был вместо Халка.
- Несмотря на смерть в Лиге Справедливости, Гранди возвращается в сериале Justice League Unlimited, в эпизоде «Разбудить Мертвеца», озвученный Брюсом Тиммом. Его воскрешает тёмным заклинанием группа дилетантов. В результате останками Гранди овладел демон, заблокировав немногую оставшуюся у него память и способность говорить.
- В сериале Бэтмен Соломон Гранди появляется в эпизоде «Ночь Гранди», озвученный Кевином Гревье (англ.  Kevin Grevioux). В этой версии Гранди — зомби, созданный индейцами в XIX веке в Готэм-сити, чтобы натравить его на землевладельцев, загрязнивших местное озеро промышленными отходами. Эта версия Гранди гораздо более мрачна — тело показано гниющим, распадающимся. За счёт «рождения» в Готэме, он является больше злодеем Бэтмена. Позже выяснилось, что на самом деле болотного зомби изображал Глиноликий, который таким образом решил грабить богатые дома в Хэллоуин.
- Соломон Гранди появляется мультсериале Бэтмен: отважный и смелый, озвученный Дидрихом Бейдером. Эта версия Гранди по-прежнему зомби, но также и босс мафии (комбинация интеллигентной и обычной, глупой версии), командующий группой бандитов, но выражается в основном мычанием и рыками из-за сшитого рта. Отдавать приказы ему помогает помощник по имени Висел, способный понимать его. В сериале Гранди появляется несколько раз как противник Бэтмена, Робина, а также других героев.
- Сайрус Голд появляется во втором сезоне сериала Стрела, как один из приспешников Себастиана Блада. Блад вводит ему воссозданную им японскую сыворотку «Миракуру», которая во много раз увеличивает силу и выносливость Голда, а также делает его кожу прочной, как бетон. В квартире Голда, Джон Диггл находит на столе книжку со стишком о Соломоне Гранди.
- Соломон Гранди является одним из центральных персонажей в сериале Готэм, где его сыграл Дрю Пауэлл. Изначально он известен под именем Бутч Гилзин, служивший у семьи Кармайна Фальконе и у Пингвина, пока в конце третьего сезона, после его гибели от рук Барбары Кин, врачи не увидели в карточке Бутча его подлинное имя "Сайрус голд". В четвёртом сезоне медики отвозят тело Бутча, находящегося в коме, в озеро с химикатами из Индиан Хилл, и он превращается в Соломона Гранди. Впоследствии погибает вновь, и на этот раз окончательно.
- В мультфильме 2015 года «Безграничный Бэтмен: Нашествие монстров» является одним из злодеев.
- Появился первом и втором сезоне сериала Старгёрл.

### Фильм
- Упоминается в фильме 2016 года «Расплата» с Беном Аффлеком, герой которого страдал аутизмом и в моменты стресса повторял считалку о Соломоне Гранди.
- Упоминается в сериале «Тёмный дворецкий: Книга Цирка»

### Игры
- Соломон Гранди появился в игре DC Universe Online, озвученный Дэвидом Дженнисоном.
- В игре Batman: Arkham City Соломон Гранди появляется в качестве одного из боссов игры. История его схожа с оригинальной: он был торговцем, убитым и похороненным в странном болоте, откуда затем воскрес.
- Является одним из доступных для игры персонажей файтинга «Injustice: Gods Among Us», где в режиме истории, происходящей основную часть игры в альтернативном измерении, является приспешником Супермена . В режиме истории после победы над Кал-Элом, он находит «Серую» силу и смешивая с другой силой он превращает Землю в свой вариант рая. В безжизненную планету, где одна разруха и всё заброшено.
- Появляется в Lego Batman 3: Beyond Gotham Как один из членов Лиги несправедливости, а потом помогает героям спасти Землю.
- Появляется как пасхалка и загадка риддлера в игре Batman: Arkham Knight там находится лишь фотография и можно узнать местоположение по знаменитой считалке.